# Strażnica KOP „Wingrany”

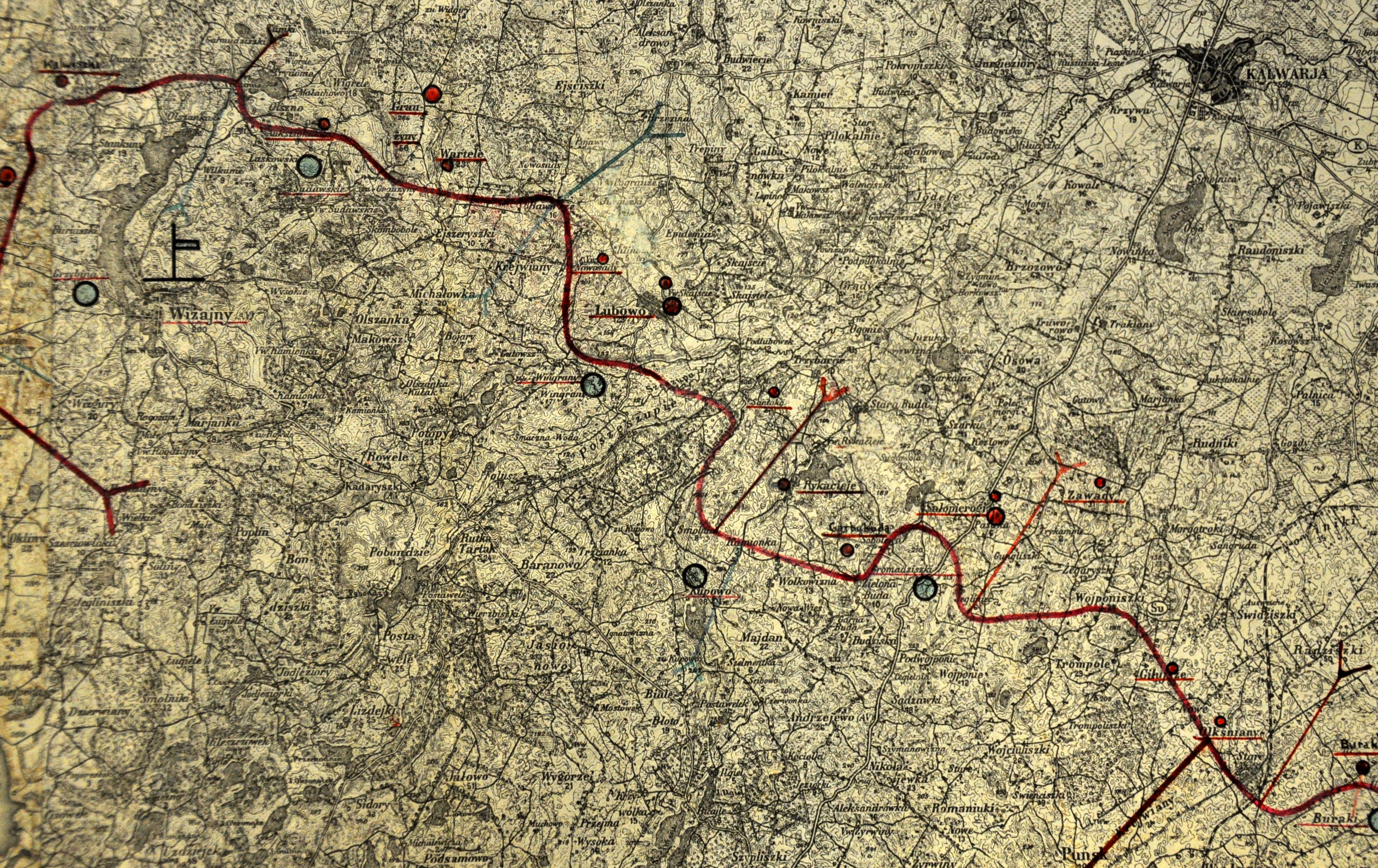
rozmieszczenie strażnic kg KOP „Wiżajny”

Strażnica KOP „Wingrany” – zasadnicza jednostka organizacyjna Korpusu Ochrony Pogranicza pełniąca służbę ochronną na granicy polsko-litewskiej.

## Formowanie i zmiany organizacyjne
W lutym 1926 w składzie 6 Brygady Ochrony Pogranicza, został sformowany 24 batalion graniczny. W 1928 w skład batalionu wchodziło 12 strażnic. W latach 1928 – 1939 w strukturze organizacyjnej 1 kompanii KOP „Wiżajny”, a po przedyslokowaniu dowództwa kompanii, w 1 kompanii KOP „Rutka-Tartak”, funkcjonowała strażnica KOP „Wingrany”. Strażnica liczyła około 18 żołnierzy i rozmieszczona była przy linii granicznej z zadaniem bezpośredniej ochrony granicy państwowej.
W 1932 obsada strażnicy zakwaterowana była w budynku popolicyjnym. Strażnicę z macierzystą kompanią łączył trakt długości 5 km i droga polna długości 1,5 km.

## Służba graniczna
Podstawową jednostką taktyczną Korpusu Ochrony Pogranicza przeznaczoną do pełnienia służby ochronnej był batalion graniczny. Odcinek batalionu dzielił się na pododcinki kompanii, a te z kolei na pododcinki strażnic, które były „zasadniczymi jednostkami pełniącymi służbę ochronną”, w sile półplutonu. Służba ochronna pełniona była systemem zmiennym, polegającym na stałym patrolowaniu strefy nadgranicznej, wystawianiu posterunków alarmowych, obserwacyjnych i kontrolnych stałych, patrolowaniu i organizowaniu zasadzek w miejscach rozpoznanych jako niebezpieczne, kontrolowaniu dokumentów i zatrzymywaniu osób podejrzanych, a także utrzymywaniu ścisłej łączności między oddziałami i władzami administracyjnymi. Strażnice KOP stanowiły pierwszy rzut ugrupowania kordonowego Korpusu Ochrony Pogranicza.
Strażnica KOP „Wingrany” w 1932 ochraniała pododcinek granicy państwowej szerokości 9 kilometrów 400 metrów od słupa granicznego nr 43 do 62, a w 1938 pododcinek szerokości 9 kilometrów 137 metrów od słupa granicznego nr 42 do 60.
Sąsiednie strażnice:
- strażnica KOP „Sudawskie” ⇔ strażnica KOP „Kupowo” – 1928[3], 1929[4], 1932[5], 1934[6], 1938[7], 1939[8]